# BBVA (México)
BBVA México, S.A., Institución de Banca Múltiple, Grupo Financiero BBVA México, referida simplemente como BBVA (anteriormente Bancomer), es una institución financiera mexicana, filial de la entidad española Banco Bilbao Vizcaya Argentaria (BBVA), fundada el 15 de octubre de 1932 como Banco de Comercio, y desde 1977 conocido simplemente con el acrónimo de Bancomer. En el 2000, Bancomer fue adquirido por BBVA. En 2019, BBVA inicia un proceso de unificación de su nombre en todo el mundo y en 2020, se elimina la marca "Bancomer" para llamarse únicamente BBVA.
A finales de 2024, BBVA México fue el grupo financiero más grande del país, con una red de 1.691 sucursales y 14.439 cajeros automáticos distribuida en las 32 entidades federativas del país, con un 26.7% de participación en el mercado.
El 20 de septiembre de 2021, BBVA México anunció el cambio de su denominación social.

## Historia
El 15 de octubre de 1932, cuando se fundó el Banco de Comercio más conocido como Bancomer en la Ciudad de México por el Grupo BUDA (Raúl Baillères, Salvador Ugarte, Mario Domínguez y Ernesto J. Amezcua), un grupo de amigos y empresarios que participó activamente en el desarrollo del sistema financiero mexicano. En 1936, se inauguró la primera sede del banco, ubicado en el corazón de la Ciudad de México. Antes del término de la década, ya se contaba con corresponsales en Chicago y Nueva York. 
Durante los siguientes 25 años se fundaron treinta y cuatro bancos regionales en la república mexicana para formar el Sistema de Bancos de Comercio. En los años 1950, el empresario poblano Manuel Espinosa Yglesias y el estadounidense William O. Jenkins toman control de la administración y consejo del banco.
En 1977 se dio uno de los cambios más importantes para la institución. Banco de Comercio, los 34 bancos afiliados y algunas filiales no bancarias se fusionaron para formar "BANCOMER", institución de banca múltiple.
El 1 de septiembre de 1982, fue nacionalizado por José López Portillo.
Durante la administración del presidente Carlos Salinas de Gortari se implementó una política de privatización bancaria; de esta forma, en diciembre de 1991, el banco fue adquirido por el grupo Vamsa (Valores Monterrey) - Visa (Valores Industriales) de Eugenio Garza Lagüera por un monto de 8 564 213 000 000 MXP (antiguos pesos mexicanos) equivalentes al 56 % de las acciones. En junio de 1995 la institución creó Bancomer Transfer Services para cubrir el negocio de transferencias, en diciembre de 1996 constituyó Afore Bancomer para formar parte de las Administradoras de Fondos para el Retiro (AFORE), misma que sería adquirida por la Afore XXI Banorte en 2012, y en mayo de 1997 se creó Pensiones Bancomer.
En julio de 2000, cambió su nombre a Grupo BBV Bancomer, cuando el Banco Bilbao Vizcaya (BBV), aún sin fusionarse con Argentaria, invirtió 1 400 000 000 USD mediante la fusión del grupo financiero BBV-Probursa. BBV Bancomer se convirtió en la institución financiera más grande de México en agosto de 2000, cuando compró a Banca Promex.
En junio de 2002, Grupo Financiero BBVA Bancomer se convirtió en filial de Banco Bilbao Vizcaya Argentaria (BBVA), como consecuencia de que este último adquiere más del 51% de las acciones representativas del capital social del Grupo. Con el fin de iniciar una etapa orientada a ser el mejor banco de México, en 2002 se implementaría el Proyecto Cliente.
En 2005, se incorpora Hipotecaria Nacional a los estados financieros del Grupo Financiero BBVA. El 19 de agosto, BBVA cotiza en la Bolsa Mexicana de Valores convirtiéndose en el primer grupo europeo inscrito en el mercado bursátil. Para el final de 2005 y gracias a su acertada estrategia, BBVA Bancomer alcanza el liderazgo en varios rubros.
En 2006, se inicia el otorgamiento de becas de la Fundación BBVA Bancomer con el programa Por los que se quedan. En 2007, se lanza al mercado la cuenta Winner Card, dirigida a niños y jóvenes; en ese mismo año se coloca la Hipoteca Joven.
En 2008, se presenta el programa de educación financiera «Adelante con tu futuro» y al año siguiente BBVA Bancomer elige a Richard Rogers y a Ricardo Legorreta para diseñar y construir las tres nuevas sedes en la Ciudad de México. También se inicia la operación del esquema de corresponsales bancarios.
En 2010, BBVA Bancomer lanza al mercado la primera cuenta móvil para operaciones bancarias desde un teléfono móvil. 
En 2011, se posiciona con la Cuenta Express y Bancomer Móvil, dos productos de innovación tecnológica. Ese año estuvo marcado por dos hechos significativos, el anuncio de un plan de inversiones por 2000 millones de dólares y dos premios del Banco Interamericano de Desarrollo al programa de educación financiera «Adelante con tu futuro».
En 2012 se lanza al mercado Dinero Móvil para enviar depósitos a un teléfono móvil y retirarlo en un cajero automático.
En 2013 Francisco González, presidente del Grupo BBVA, anuncia ante el Presidente de la República un programa de inversiones por 3500 millones de dólares respaldando la construcción de las nuevas sedes y la modernización tecnológica. En ese año se concreta el patrocinio para la Liga Bancomer MX.
En 2014 BBVA Bancomer crea la Dirección de Banca Digital y El Celler de Can Roca rinde homenaje a la gastronomía mexicana gracias a un acuerdo global de patrocinio con BBVA. La Fundación BBVA Bancomer y la Secretaría de Educación (SEP) duplican las becas Adelante.
En 2015 la Fundación BBVA Bancomer y la Liga Bancomer Mx hacen rodar el Balón de la Educación; se lanza BBVA Wallet; Wibe es el primer seguro de venta por medios digitales, y se inicia la mudanza corporativa más grande de América Latina para ocupar las nuevas sedes de BBVA Bancomer en la Ciudad de México. En febrero de 2016, el presidente de México, Enrique Peña Nieto, y el presidente del Grupo BBVA, Francisco González, inauguran la Torre Bancomer y en marzo de ese año inicia operaciones el Centro de Innovación de BBVA Bancomer, el primero en su tipo dentro de un corporativo bancario.
El 10 de junio de 2019 BBVA unifica su marca en todo el mundo, por lo cual BBVA Bancomer pasa a ser BBVA México, la Torre BBVA Bancomer pasa a ser Torre BBVA y la Liga BBVA Bancomer MX y el Estadio BBVA Bancomer pasan a ser Liga BBVA MX y Estadio BBVA respectivamente.
BBVA México ofrece un portal en línea, bbvainmuebles.mx, donde pone a la venta propiedades recuperadas por la institución, como casas, departamentos, terrenos y locales comerciales. Estas propiedades, propiedad del banco, están disponibles en diversas ciudades de la República Mexicana y se encuentran libres de procesos jurídicos y administrativos, listas para su adquisición. Los interesados pueden adquirirlas mediante recursos propios, créditos hipotecarios de cualquier institución financiera o créditos sociales como Infonavit o Fovissste.

## Logotipos

2002-2019
2019-2025
2025-presente